# Le Loup du désert
Pour plus de détails, voir Fiche technique et Distribution.
Le Loup du désert (Lone Runner) est un film italien réalisé par Ruggero Deodato et sorti en 1986.

## Synopsis
La fille de M. Summerking a été enlevée et, Garrett, le héros légendaire du désert vient à sa rescousse.

## Fiche technique
Sauf indication contraire, les informations mentionnées dans cette section peuvent être confirmées par la base de données cinématographiques IMDb,  présente dans la section « Liens externes ».
- Titre original : Lone Runner ou Lo scrigno dei mille diamanti[1]
- Titre français : Le Loup du désert
- Réalisation : Ruggero Deodato
- Scénario : Chris Trainor, Steven Luotto
- Photographie : Roberto Forges Davanzati (sous le nom de « Robert Bennet »)
- Montage : Eugenio Alabiso (sous le nom d'« Eugene Miller »)
- Musique : Carlo Maria Cordio (sous le nom de « Charles Cooper »)
- Décors : Garry Marlow
- Costumes : Gwen Carlisle
- Effets spéciaux : Burt Spiegel
- Production : Ovidio G. Assonitis, Maurizio Maggi
- Société de production : Ovidio Assonitis Productions
- Pays de production :  Italie
- Langues originales : italien, anglais
- Format : Couleur - 1,86:1 - Son Dolby - 35 mm
- Genre : Action aventures
- Durée : 95 minutes (1 h 35)
- Dates de sortie: 
  - Italie : novembre 1986

## Distribution
- Miles O'Keeffe : Garrett
- Savina Geršak : Analisa Summerking
- Donald Hodson (it) : Summerking
- Ronald Lacey : Misha
- John Steiner : Skorm
- Michael Aronin : Emerick
- Hal Yamanouchi : Nimbus